# Szymanowski-Eisfall
Der Szymanowski-Eisfall (polnisch Lodospad Szymanowskiego) ist ein 300 m hoher und steiler Gletscherbruch auf King George Island im Archipel der Südlichen Shetlandinseln. Er fließt vom Kraków Dome zwischen dem Harnasie Hill und dem Martins Head zur Bransfieldstraße.
Polnische Wissenschaftler benannten ihn 1980 nach dem Komponisten Karol Szymanowski (1882–1937).